# Осада Эретрии
Осада Эретрии (490 до н. э.) — осада и взятие персидскими войсками греческого города Эретрии во время похода Датиса и Артаферна в Грецию.
Первое персидское вторжение стало ответом на участие греков в Ионийском восстании, когда эретрийцы и афиняне послали силы в помощь городам Ионии, желавшим освободиться от персидского владычества. Эретрийцам и афинянам удалось захватить и сжечь Сарды, но затем они были вынуждены отступить с большими потерями. Персидский царь Дарий I решил отомстить Афинам и Эретрии.
После того, как Ионийское восстание было окончательно разгромлено персами в битве при Ладе, Дарий стал строить планы по завоеванию Греции. В 490 году до н. э. он отправил военно-морские силы под командованием Датиса и Артаферна в Эгейское море, приказав подчинить Киклады, а затем провести карательные экспедиции против Афин и Эретрии. После успешной кампании в Эгейском море персы подплыли к Эвбее и осадили Эретрию. Осада длилась шесть дней до того, как пятая колонна из эретрийской знати сдала город персам. Город был разграблен, а население порабощено по приказу Дария. Пленные эретрийцы были отправлены в Персию и поселены в качестве колонистов в Киссии.
После падения Эретрии персидский флот отплыл к Афинам и пристал в Марафонской бухте. Афинская армия двинулась против них и победила в знаменитой битве при Марафоне, которая положила конец первому персидскому вторжению.

## Предыстория
Причины первого персидского вторжения в Грецию берут своё начало в Ионийском восстании, которое является первым этапом греко-персидских войн. Тем не менее оно было также результатом долгосрочного взаимодействия между греками и персами. В 500 году до н. э. Персидская империя была ещё относительно молодой и очень экспансионистской, но восстания в подвластных землях были не так уж редки. Более того, персидский царь Дарий фактически был узурпатором и долгое время боролся с восставшими против него. Ещё до Ионийского восстания Дарий начал экспансию в Европе, подчинил Фракию и заставил Македонию вступить в союз с ним. Попытки дальнейшей экспансии в Грецию были неизбежными. Тем не менее Ионийское восстание стало прямой угрозой целостности Персидской империи, а для государств материковой Греции было потенциальной угрозой для их будущей стабильности.

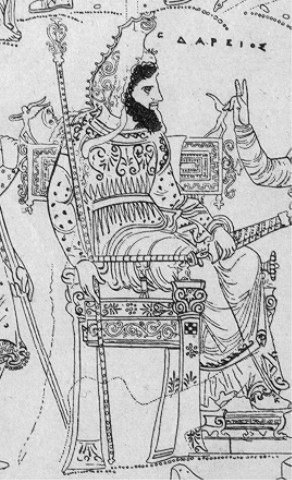
Дарий I в изображении греческого художника. IV век до н. э.

Ионийское восстание началось с неудачной экспедиции против Наксоса, которая была совместным предприятием персидского сатрапа Артаферна и тирана Милета Аристагора. Впоследствии Артаферн решил отстранить Аристагора от власти, но не успел это сделать, так как Аристагор отрёкся от престола и объявил о введении в Милете демократии. Другие ионийские города последовали его примеру (там устранили назначенных персами тиранов) и объявили свои города демократическими. Затем Аристагор обратился к полисам балканской Греции с просьбой о помощи, но только в Афинах и Эретрии согласились отправить войска.
Причины, по которым Эретрия оказала помощь ионийцам, до конца не ясны. Возможно, главной причиной была экономическая: Эретрия была торговым городом, а её торговле мешало господство персов в Эгейском море. Геродот предполагает, что эретрийцы поддерживали повстанцев в благодарность за помощь милетян в войне против Халкиды.
Афиняне и эретрийцы послали флот из 25 триер в Малую Азию на помощь повстанцам. Там греческой армии удалось сжечь нижнюю часть Сард. Но на этом успехи закончились, и на обратном пути, когда их преследовали персидские всадники, они понесли большие потери. Несмотря на то, что их действия были безрезультатными, эретрийцы и афиняне возбудили гнев Дария, и он решил отомстить обоим городам. В битве при Ладе (494 год до н. э.) основные силы ионийцев были разгромлены персидским флотом, а к 493 году до н. э. восстание было полностью подавлено. Во время восстания Дарий расширил границы империи до островов на востоке Эгейского моря и Пропонтиды, которые не были персидскими владениями до восстания. После его подавления персы начали планировать, как им ликвидировать угрозу, исходящую от Греции, и наказать Афины и Эретрию.
В 492 году до н. э. Дарий послал экспедицию в Грецию под командованием Мардония. Мардоний повторно завоевал Фракию и заставил Александра I Македонского вступить в союз с Персией, но из-за крушения флота экспедицию пришлось закончить. В 490 году до н. э. Дарий решил отправить флот во главе с Артаферном (сыном сатрапа Лидии) и мидийцем Датисом. Мардоний был ранен в предыдущей кампании и впал в немилость. Цели похода были следующие: завоевать Кикладские острова, наказать Наксос (который отразил нападение персов в 499 году до н. э.), а затем заставить Афины и Эретрию подчиниться или разрушить эти города. Персы взяли Наксос, а в середине лета подплыли к Эвбее.
Когда эретрийцы узнали, что персы собираются напасть на них, они обратились к афинянам с просьбой прислать подкрепление. Афиняне ответили согласием и отправили 4000 афинских колонистов из эвбейского города Халкида на помощь эретрийцам. Эти колонисты были поселены в Халкиде после победы Афин над Халкидой около 20 лет назад. Однако, когда эти афиняне прибыли в Эретрию, один влиятельный эретриец, Эсхин, посоветовал им уйти. Афиняне последовали совету Эсхина, «переправились в Ороп и спаслись».
Эретрийцы не смогли выработать чёткого плана действий; по словам Геродота, «они призвали на помощь афинян, но согласия между ними не было». Предлагалось три разных плана — одни хотели сдаться персам, стремясь извлечь из этого пользу, другие хотели бежать в горы на Эвбее, а третьи хотели сражаться. Однако, когда персы высадились на их территории, было принято решение не покидать города и попытаться выдержать осаду.

## Силы сторон

### Эретрийцы
Геродот не приводит данных о численности эретрийцев. Предположительно, в обороне города участвовало большинство граждан города, но численность населения Эретрии неизвестна.

### Персы

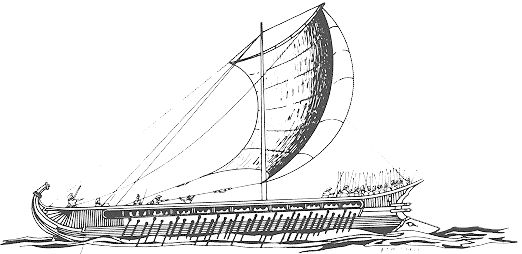
Триера (трирема), основной тип судов, использовавшийся греками и персами

Согласно Геродоту, отправленный Дарием флот состоял из 600 триер. Геродот не приводит данных о численности персидской армии, лишь заявив, что пехота была «многочисленным и прекрасно снаряжённым войском». Что касается других древних источников, поэт Симонид, ещё один современник событий, называет цифру 200 тыс., в то время как более поздний писатель, римлянин Корнелий Непот писал о 200 тыс. пехоты и 10 тыс. всадников, из которых только 100 тыс. сражались в битве, Плутарх и Павсаний называют цифру 300 тыс., также как и словарь Суда. Платон и Лисий утверждали, что персов было 500 тыс., а Юстин — 600 тыс..
Современные историки оценивают численность пехоты от 20 тыс. до 100 тыс. с консенсусом, возможно, 25 тыс.; численность всадников они определяют как 1000 человек.

## Осада
Эретрийцы избрали стратегию обороны.  Во всяком случае, так как персидская армия только два раза терпела поражение в прошлом веке, а греки боролись с персами пока что безуспешно, это, вероятно, было разумной стратегией. Так как персы прибыли на кораблях, вполне вероятно, что у них было мало осадных машин.
Персы пристали к берегу в трёх разных местах, высадились и направились прямо к Эретрии. Затем они начали осаду города. Вместо того, чтобы пассивно осаждать город, персы, похоже, энергично атаковали стены. Геродот писал, что борьба была ожесточённой, и обе стороны понесли тяжёлые потери. Тем не менее после шести дней боёв два знатных эретрийца, Евфорб и Филагр, открыли ворота персам. Персы вошли в город, разграбили его, сожгли храмы и святилища в отместку за сожжение Сард. Те граждане, которые были захвачены в плен, были обращены в рабство по приказу Дария.

## Последствия
Персы пробыли у Эретрии несколько дней и поплыли к побережью Аттики. Персы оставили пленных эретрийцев на острове Эгилия перед высадкой в Марафонской бухте в Аттике. Следующей целью персов были Афины. Афиняне двинулись из своего города против персидских войск и заблокировали выходы из Марафонской равнины. Через несколько дней афиняне и присоединившиеся к ним платейцы, наконец, решили напасть на персов и одержали победу в знаменитой битве при Марафоне. После боя выжившие персы бежали к своим кораблям, взяли эретрийцев с Эгилии, а затем отплыли обратно в Малую Азию.
Когда персидский флот прибыл в Малую Азию, Датис и Артаферн передали пленных эретрийцев Дарию. Он не причинил им вреда и поселил их в городе Ардерикка в Киссии. Они жили там, сохраняя свои обычаи и язык, и в то время, когда Геродот писал свою «Историю», и когда Александр Македонский завоёвывал Персию.

### Первоисточники
- Геродот. История
- Ктесий. История Персии (пересказанная в эпитомах Фотия)
- Диодор Сицилийский. Историческая библиотека
- Фукидид. История
- Цицерон. О законах
- Корнелий Непот. Мильтиад
- Плутарх. Моралии
- Павсаний. Описание Эллады
- Словарь Суда
- Платон. Менексен
- Юстин. Эпитома «Истории Филиппа» Помпея Трога
- Лисий. Речи

### На английском языке
- Holland, Tom. Persian Fire. — London: Abacus, 2005. — ISBN 978-0-349-11717-1.
- Lloyd, Alan. Marathon:The Crucial Battle That Created Western Democracy. — Souvenir Press, 2004. — ISBN 0-285-63688-X.
- Green, Peter. The Greco-Persian Wars. — Berkeley: University of California Press, 1970. — ISBN 0-520-20573-1.
- Lazenby, JF. The Defence of Greece 490—479 BC. — Aris & Phillips Ltd, 1993. — ISBN 0-85668-591-7.
- Fox, Robin Lane. Alexander the Great. — Penguin, 1973. — ISBN 0-14-008878-4.
- Fehling, D. Herodotus and His «Sources»: Citation, Invention, and Narrative Art. Translated by J.G. Howie. — Leeds: Francis Cairns, 1989. — ISBN 0-14-008878-4.
- Finley M. Introduction // Thucydides – History of the Peloponnesian War (translated by Rex Warner). — Penguin, 1972. — ISBN 0140440399.
- Higbie, C. The Lindian Chronicle and the Greek Creation of their Past. Oxford University Press, 2003.

### На русском языке
- Белох Ю. Освободительные войны // Греческая история. — Т. 1.
- Вэрри Дж. Войны античности от греко-персидских войн до падения Рима. — М.: Эксмо, 2009. — ISBN 978-5-699-30727-2.
- Голицынский Н. С. Первая греко-персидская война (500-449) // Всеобщая военная исторія древнихъ временъ. — СПб.: Типография А. Траншеля, 1872.
- Егер О. Всемирная история. — М.: АСТ, Полигон. — Т. 1. Древний мир. — ISBN 978-5-17-050157-1.
- Кузищин В. И., Гвоздева Т. Б., Строгецкий В. М., Стрелков А. В. История Древней Греции. — М.: Академия, 2011. — ISBN 978-5-7695-7746-8.
- Курциус Э. История Древней Греции. — М.: Харвест, 2002. — Т. I. — ISBN 985-13-1123-5.
- Лурье С. Я. История Греции. — СПб.: Издательство С.-Петербургского ун-та, 1993. — 680 с.
- Сергеев В. С. История Древней Греции. — СПб.: Полигон, 2002. — 704 с. — ISBN 5-89173-171-1.
- Холмс Р., Эванс М. Поле битвы. Решающие сражения в истории = Battlefield: Decisive Conflicts in History. — СПб.: Питер, 2009. — ISBN 978-5-91180-800-6.
- Шустов В. Е. Войны и сражения Древнего мира. — Ростов-на-Дону: Феникс, 2006. — 521 с. — ISBN 5-222-09075-2.
- Энглим С. и др. Войны и сражения Древнего мира. 3000 год до н. э. - 500 год до н. э = Fighting Technigues of the Ancient World 3000 BC - AD 500: Equipment, Combat Skills and Tactics. — М.: Эксмо, 2007. — ISBN 5-699-15810-3.
- Эретрия // Энциклопедический словарь Брокгауза и Ефрона : в 86 т. (82 т. и 4 доп.). — СПб., 1890—1907.